# レジンコミックス
レジンコミックス（英：Lezhin Comics）は、(株)レジンエンターテイメントで配信する韓国発の漫画サービスである。2013年6月7日、ペンネーム『レジン(Lezhin)』で活動していたブロガー『ハン・ヒソン』と開発者の『クォン・ジョンヒョク』が設立した。従来韓国の『WEB漫画は無料』という認識を覆して部分有料化のビジネスモデルを作ったとされ、サービス開始の最初の月に損益分岐点を超え、その後毎月20〜40％ずつ成長を続け、Android OS 韓国マンガ部門の売上高1位を維持している。 ベンチャー企業としては異例のことで創業初年度から黒字を達成しており、韓国の政府機関である未来創造科学部のワークショップで事例発表をするなど注目を浴びた。 
レジンコミックスでは無料漫画と有料漫画が配信され、多くのユーザーが利用している。

## 概要
レジンエンターテインメントは、プレミアムWEB漫画サービスの「レジンコミックス」を営むグローバルコンテンツ企業である。「面白い漫画を、簡単に決済して、楽に読む」を目標に、韓国では2013年6月7日Androidのレジンコミックス・アプリを初めてリリースし、続けて2013年8月16日にはiOS用アプリをリリース、2013年9月27日にはWebサイトでサービスを開始した。当時韓国のWEB漫画市場は無料配信が普通であったが、レジンコミックスは最初から部分有料化モデルを採用して話題になった。当時韓国市場のWEB漫画は、NAVERとDAUMの二大ポータルに二分されており、スタートアップ企業が進出するのは無謀だという意見が多かった。しかし懸念の声とは異なり、レジンコミックスはリリースしてすぐにGoogle Playストアのマンガ部門の売上高1位を達成し、AppStore書籍部門の売上高も1位を達成した。2014年の売上高は103億ウォンで、サービスオープン以来月平均売上高が20％ずつ増加している。レジンコミックスでは広告を表示しないため、その点を鑑みると驚くべき成果である。手数料を除いて収入の60％以上を作家に原稿料として支払うが、これによりヒット作の有無によって作家の収入にも差がつき始めた。年俸で換算して１千万円を超える作家も所属している。『悪い上司』を連載する作家ネオン雨は、2014年6月第1週の累積売上高（サービス開始1年後）2億8千万ウォンを達成した。  （2015年5月現在）レジンコミックスに登録された漫画は700であり、連載中の漫画は240以上で国内最大を記録している。  （2015年6月現在）の会員は、1045万人であり、掲載作品は漫画5996編、すべての作品の累積ヒットは35億を超える。閲覧最多作品は、キャンパスロマンス物『私たちの間ヌウン』で、累積再生1億2300万人である（2017年6月現在）  。 
レジンコミックスは(株)レジンエンターテイメントが運営しており、元はトータルコンテンツ・ポータルサイトを作ろうとしたが、色々と分散させるよりは一極集中した方が良いと判断し、漫画配信サービスを開始した。コンテンツとして漫画を選択した理由としては製作コストが低いのにコンテンツ影響力が強く、老若男女楽しむことができることを挙げている。もちろんレジンコミックスの成長とともに映画、アニメ、ドラマ、小説、映画など事業領域を拡大する計画を持っている。実際に保有する漫画タイトルを原作としてドラマ、映画化作業を進めている。実際に保有している漫画をベースにするドラマ、映画化作業を進めている。映画を見た観客らが原作漫画を見るために再びレジンを訪れるつながりを作ることが目的である 2015年後半にはウェプトゥンとゲームを組み合わせたコンテンツを公開する 。

## 歴史
- 2012年4月：(株)レジンエンターテイメント法人設立
- 2013年6月7日：Androidアプリリリース
- 2013年7月15日：土/日連載漫画追加
- 2013年8月16日：iOSアプリリリース
- 2013年9月27日：Webサイトオープン
- 2013年12月15日：出版漫画のカテゴリを追加、タテヨミ以外に横方向ビューアを追加、クロスビュー機能を追加
- 2014年1月10日：商品券などの決済機能を追加
- 2014年4月16日：NCソフトから50億ウォン投資誘致
- 2014年5月1日：配信サービス機能のリニューアル
- 2014年9月末～10月上旬：第1回レジンコミックス世界漫画公募展開催
- 2015年4月17日：レジンコミックス日本サービス開始
- 2015年11月中旬：第2回レジンコミックス世界漫画公募展開催
- 2015年12月頃：レジンコミックス米国サービス開始
- 2016年6月22日：IMM PE (韓国有数のプライベート・エクイティ・ファンド) 600億ウォン投資誘致
- 2016年11月下旬：第3回レジンコミックス世界漫画公募展開催
- 2017年3月末：韓国社団法人著作権海外振興協会(COA)の初代会長(社)に就任
- 2017年3月末：WEBコミック業界初の政府の「ISMS(情報セキュリティマネジメントシステム)」認証取得
- 2017年6月初旬：ユーザー数1000万人を突破
- 2017年7月中旬：北米最大のアニメイベント「アニメエキスポ2017」に参加
- 2018年頃：レジンコミックス、米国市場のみで売上高が初の100億ウォン突破
- 同年：上半期における米国のGoogle Playのマンガ部門で最高売上高1位を記録
- 2022年8月：姉妹サイトの「BeLToon」のサービスを開始[12]

## 特徴

### 部分有料
既存のウェブトゥーンサービスとレジンコミックスの最も大きな違いは、最初から有料モデルで始めたということである。
既存のウェブトゥーンは母体である大型ポータル（ネイバー、ダウム 、ネイトなど）へのトラフィックをもたらす目的で運営されるため、概して、無料で提供された。 2012年当時、韓国は一般的に「WEB漫画は無料」という認識であったが、レジンコミックスは最初から有料モデルを採用している。市場を二分化していたNAVERとDAUMの大手ポータルサイトのWEB漫画サービスはサイトへの集客トラフィックを目的に運営されていたため、ポータルサービス各社は、 漫画家たち作家との収益分配に消極的だった。このような韓国ウェブトゥーン市場の構造的な問題と悪循環を改善するための有料化しようともあったが、『WEB漫画は無料』という認識を覆すこできず、すでにウェプトゥンは無料という認識を持っているネチズンの外面に失敗する場合が多かった。 このような韓国市場の構造的な問題と悪循環を改善するには有料化の動きもあったが、『WEB漫画は無料』という認識を覆すことができず、試みはことごとく失敗している。しかしレジンコミックスは最初から独自の漫画プラットフォームをベースに有料化モデルを導入し、安定的な収益を引げることに成功した。
レジンコミックスの有料化成功の理由は、大きく4つに区分できる。
第一はコンテンツの質である。レジンコミックスの総括理事は、コンテンツの質を良く維持することが最高のマーケティング方法とし『ハイクオリティなコンテンツが、最高のマーケティング手法』としている。ユーザーがコインを購入して読みたいとする水準の WEB漫画を提供する。
第二の理由は、大人向け読者をターゲットにしたことにある。レジンコミックスは『成熟した読者のための、大人の漫画サービス』をフレーズに掲げている。配信中の作品の約2割が18禁コンテンツだが、これらの大人向けコンテンツのほとんどは有料作品になっている。購買力が高い成人を対象にしたことが成功の理由に挙げられる。 10代に比べて購買力が高い成人を対象としたものである。第三に、レジンコミックスは決済プロセスが非常にシンプルだ。支払いのためにページを離れることなく、アプリ内課金でコインをチャージすることができる。
最後に部分有料化戦略がある。有料コンテンツは二つのタイプがあり、コインで購入しなければ読めないコンテンツと、一定時間が経過すると無料で解禁されるタイプがある。大人向けやすでに知名度の高い人気作家の作品は前者に当たり、完全有料にもかかわらず読者が多い。一定時間経過後の無料解禁タイプの場合、少額のコインを支払えばロックされている次のエピソードをすぐに解除することができるため、コイン消費へと繋がる可能性が高い。
韓国コンテンツ振興院(KOCCA)は2015年6月に発表した「WEB漫画産業の現況及び実態調査」において、『レジンコミックスから始まったWEB漫画専用プラットフォームが有料ベースのサービスを定着させたことで、作家と一定の割合で収益を配分するシステムを構築して市場の活性化に大きな貢献をした』と評価した 。

### 大人向け漫画
幅広い読者層にアピールできる作品を主に連載するネイバーウェプツン、 ダウム漫画の中の世界とは異なり、レジンコミックスの連載作品はおおむね大衆性より、大人をターゲットに作品性と作家の表現の自由を重視してテーマとジャンルに関係なく、さまざまな作品を連載する。 ここで、大人の漫画とは必ず性的コンテンツを言うのではなく「ミセン」のように、成熟した大人の読者にアピールする作品を意味するとレジンコミックスでは述べているが 同性愛作品、韓国発の他のプラットフォームに比べて「男性向け」、「BL」なども非常に充実している。 

### その他
- レジンコミックスはコメント機能がない。 読了済み読者によるネタバレ防止と、誹謗中傷から作家を守るためとしている。有料課金で前の内容をプレビュー読者のスポイラーを防がなければならないし、積極的なコメントのために作家が傷つかないようにする為である。[6]
- レジンコミックスはお気に入り機能もない。 新たに更新された漫画の利用者の露出の可能性を高める為である。

## 事業領域
- レジンコミックス：約8000点の様々なジャンルの漫画作品、韓国初の有料WEB漫画、グローバルローカライズコンテンツ、各読者の好みに合わせた「レジンPICK」機能などを提供
- エンターテインメント：レジンスタジオは良質のWEB漫画を原作として映画・ドラマ・ゲームなど様々なメディアと連携し、新たな価値を創出
- 出版・マーチャンダイジング(韓国語版のみ)：WEB漫画の単行本化、グッズ制作などのライセンス事業
- クリエーターサポート：ジャンルを問わず誰もが楽しく創作活動できるように随時作品を募集
- レジンチャレンジ(韓国語版のみ)：誰もが自由に作品をアップロードできる空間を提供

## 受賞
- 2013韓国インターネット振興院（KISA）主管「グローバルK-スタートアッププログラム2013」選定及びGoogle特別賞受賞[17]
- 2014大韓民国インターネット対象国務総理賞を受賞[18]

## スポンサー
- ハースストーンマスターズコリアシーズン2,3

## 問題
- 2014年9月17日〜2014年12月17日「第1回レジンコミックスの世界の漫画公募展」を開催した。対象選定作1チームに1億ウォン、最優秀賞1チームに2万ウォン、優秀賞10チームに300万ウォンで総賞金1億5千万ウォンという賞金規模と優勝時、日韓同時連載の特典が与えられ、話題になった。受付された作品数は全2,941編で167：1の高い競争率を記録した。応募の国籍も多様で、韓国で1700本以上、日本で600本以上、台湾と中国で100編、アメリカで12ほうが受付された。マカオ、マレーシア、英国でもそれぞれ1編が受付された。 [19]熱を帯びた応募に基づいて受賞も従来に計画した12編の3編を追加し、15編を授賞した。 受賞に選ばれたウンソン作家の『祈り』、キム・ミン小作家の『Delicious』などは、現在のレジンコミックスで連載中である。
- 2015年3月25日、 放送通信審議委員会は、ポルノの流通を理由にサイトをブロックしたが、2時間ぶりに解除する騒動をもたらした。 [20] 放送通信審議委員会は、「性器露出、性行為描写など多数のわいせつ物を掲載した青少年の保護のための手段も不足していることが分かった」という理由でレジンコミックスの一部の漫画を問題視し、サイトにアクセス遮断措置を下した。しかし、ネチズンたちの反発が強く日付2時間ぶりに翻意してブロックを解除した[21]この事件により、 放送通信審議委員会のわいせつ判断基準についての疑問やオンライン表現の自由の侵害に関連する案件が再び浮上した。 特に創造経済モデルで注目されて未来創造科学部主管の「グローバルKスタートアップ」で最優秀賞を受賞して「大韓民国インターネット大賞」国務総理賞を受賞したレジンコミックスを対象に行われた事件であり、より議論がされた[22]